# Ludwigsparkstadion

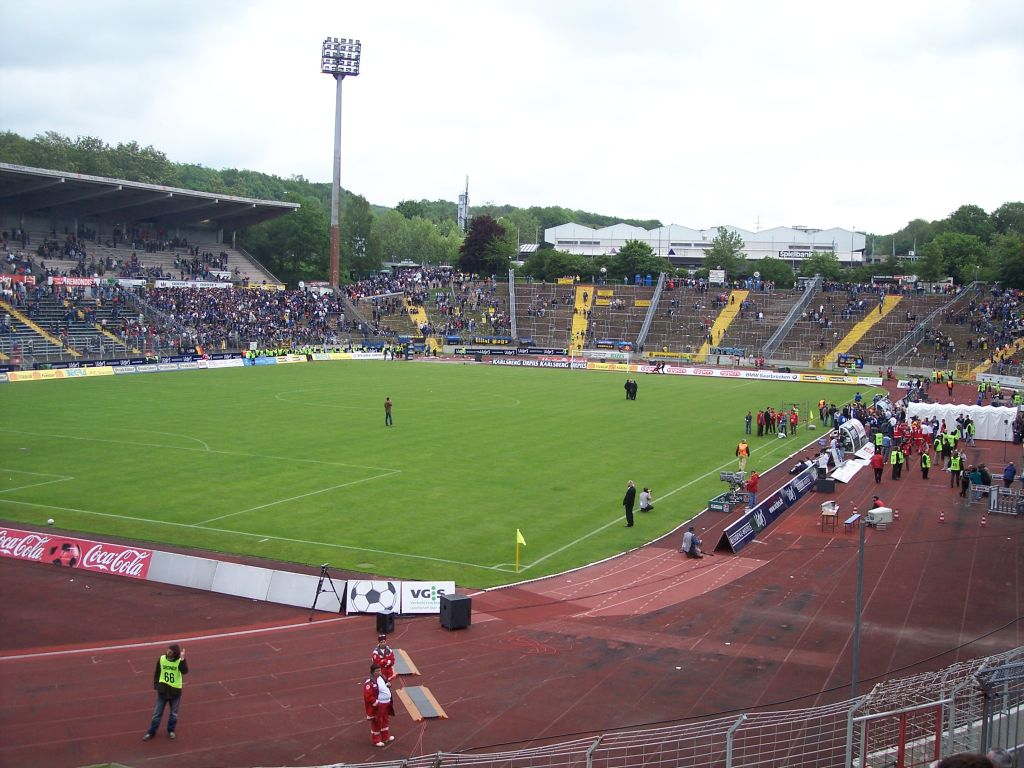
Ludwigspark Stadion

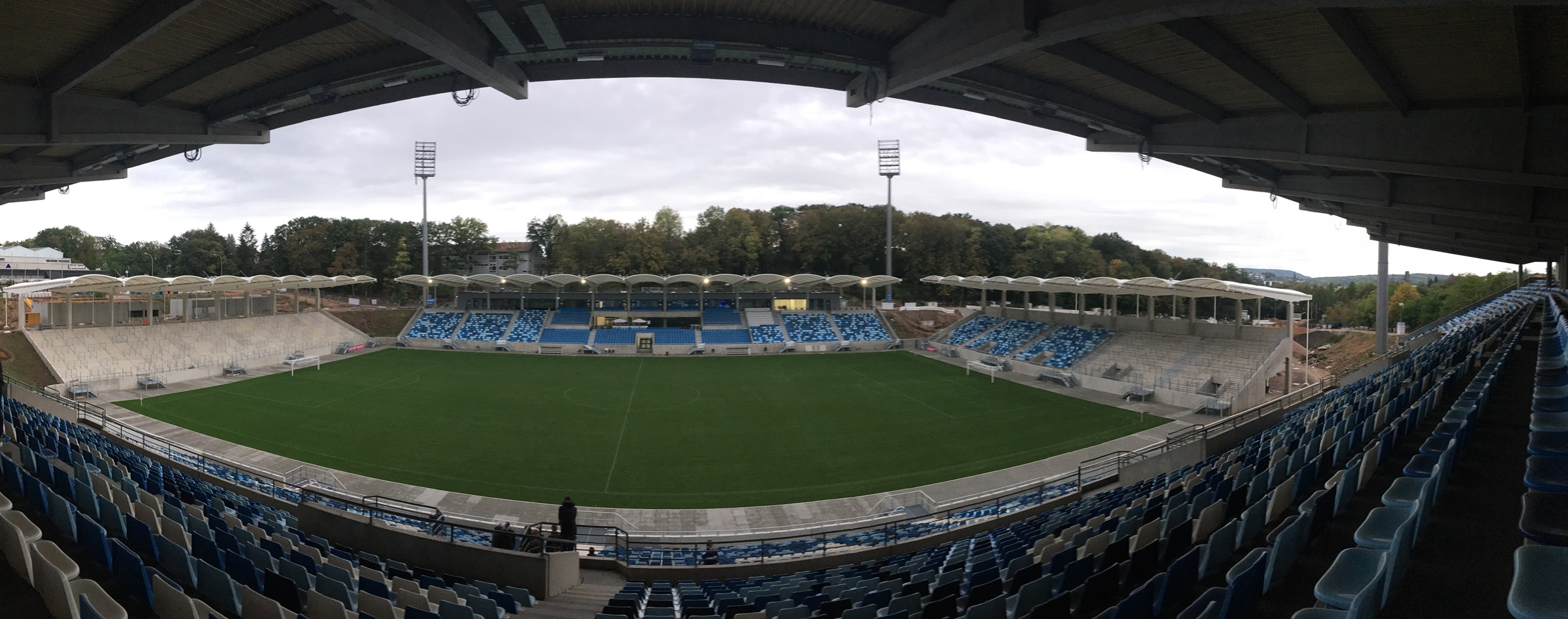
Ludwigspark (październik 2020)

Ludwigsparkstadion – niemiecki stadion piłkarski. Położony jest w mieście Saarbrücken. Na co dzień rozgrywa tam swoje mecze klub 1. FC Saarbrücken. Obiekt może pomieścić 35 286 widzów. Został wybudowany w 1953 roku. Na stadionie swoje spotkania rozgrywała również reprezentacja Saary.